# José Martínez Morote
José Martínez Morote (nascido em 5 de fevereiro de 1984) é um atleta paralímpico espanhol. Representou a Espanha nos Jogos Paralímpicos de Verão de 2012 em Londres.